# ستانلي تومسون
ستانلي تومسون هو لاعب غولف كندي، ولد في 18 سبتمبر 1893 في تورونتو في كندا، وتوفي بنفس المكان في 4 يناير 1953.